# ماتيو غاروني
ماتيو غاروني (بالإيطالية: Matteo Garrone)‏ هو مخرج أفلام إيطالي ولد في يوم 15 أكتوبر 1968 في مدينة روما عاصمة إيطاليا، فاز في سنة 2008 بجائزة الأفلام الأوروبية كأفضل مخرج عن فيلم عمورة، كما تنافس فيلمه حكاية الحكايات في سنة 2015 للفوز بجائزة السعفة الذهبية في مهرجان كان السينمائي 2015.

## روابط خارجية
- ماتيو غاروني على موقع IMDb (الإنجليزية)
- ماتيو غاروني على موقع مونزينجر (الألمانية)
- ماتيو غاروني على موقع ألو سيني (الفرنسية)
- ماتيو غاروني على موقع أول موفي (الإنجليزية)
- ماتيو غاروني على موقع قاعدة بيانات الأفلام السويدية (السويدية)
- ماتيو غاروني على موقع قاعدة بيانات الفيلم (الإنجليزية)
- ماتيو غاروني على موقع كينوبويسك (الروسية)